# Economia ambiental
A economia ambiental é um ramo da economia que se debruça sobre as questões ambientais. Esse ramo da economia tem ganhado atenção devido ao aumento das pressões ambientais no século XXI.
Existem diferentes linhas de pensamento na economia ambiental. No entanto, todas se concentram em maneiras de mitigar os problemas ambientais de modo a maximizar o valor dos recursos. Isto é, atribuir valor monetário aos recursos naturais, lidando com as questões ambientais dentro do paradigma econômico dominante. A economia ambiental valoriza a natureza não por seu valor intrínseco, mas pelo seu valor econômico através de, por exemplo, serviços ecossistêmicos.
A economia ambiental se preocupa em resolver problemas como a desflorestação, a sobre-exploração dos recursos marinhos (essencialmente a sobrepesca), o aquecimento global antropogênico, a poluição atmosfera, entre outros. Um grande impulso na área foi dado pelo protocolo de Quioto (procura de meios para reduzir o efeito do aquecimento global).[carece de fontes?]
A economia ambiental distingue-se da economia ecológica na medida em que a economia ecológica trata a economia como um subsistema da biosfera, enquanto a economia ambiental tem seu foco na preservação do capital natural.